# تشارلز غينز
تشارلز غينز (بالإنجليزية: Charles Gaines)‏ هو رسام وفنان ومصور أمريكي، ولد في 23 يونيو 1944 في تشارلستون في الولايات المتحدة.